# Станіславчицька сільська територіальна громада
Станіславчинська сільська територіальна громада — територіальна громада в Україні, у Жмеринському районі Вінницької області. Адміністративний центр — село Станіславчик.
Площа громади  — 177,1 км², населення —  10709 осіб (2020).
Утворена 12 червня 2020 року шляхом об'єднання Станіславчицької, Тарасівської, Кам'яногірської, Мовчанської, Лука-Мовчанської, Теленинецької, Кацмазівської та Носковецької сільські ради Жмеринського району. До неї ввійшли 16 населених пунктів.

## Станіславчинська сільська громада та старостинські округи
| Назви старостинських округів           | Населені пункти                       | старости            |
| -------------------------------------- | ------------------------------------- | ------------------- |
| Кам'яногірський старостинський округ   | Кам'яногірка, Олексіївка, Мовчани     | Григорій Проць      |
| Кацмазівський старостинський округ     | Кацмазів, селище Настасіївка          | Василь Дідовик      |
| Луко-Мовчанський старостинський округ  | Лука-Мовчанська, Гута-Мовчанська      | Юрій Глушко         |
| Носковецький старостинський округ      | Носківці, Демків, Телелинці, Варжинка | Людмила Балакір     |
| Тарасівський старостинський округ      | Тарасівка, Будьки, Вознівці           | Олександр Козаченко |
| Станіславчинський старостинський округ | Станіславчик, селище Травневе         | Володимир Перепечай |